# Шушенское
Шу́шенское — посёлок городского типа, административный центр Шушенского района Красноярского края России.
Образует муниципальное образование со статусом городского поселения посёлок Шушенское как единственный населённый пункт в его составе. В рамках административно-территориального устройства соответствует административно-территориальной единице посёлок городского типа Шушенское.
Население — 16 573 чел. (2021).

## География
Расположен на юге края, близ впадения реки Шушь в Енисей, в 60 километрах к юго-востоку от железнодорожной станции Минусинск (на линии Абакан — Тайшет) и в одиннадцати километрах от аэропорта Шушенское.

## Название
Название населённого пункта происходит от реки Шушь.

## История
Первое русское поселение на реке Шушь, первоначально ей одноимённое. Впервые отмечено на пограничной карте Красноярского и Кузнецкого уездов (1745—1746 годов как селение из четырёх дворов: «пришедшие собою», то есть не по распоряжению начальства, как условно считается, в предшествующем составлению карты 1744 году, енисейские казаки Иван Кропивин, Василий Плишкин, а также Дмитрий Конев и крестьянин Савва Бутаков).
Основание села на реке Шушь было вызвано очень выгодным положением этого места, где проходила дорога от Абаканского к Саянскому острогу, связывавшая также рудники с Лугазским заводом (ныне район села Лугавское).
Во второй половине XVIII века Шушь уже выросла в большое поселение, насчитывавшее около 250—300 жителей.
В 1791 году с помощью крестьян окрестных деревень была построена из камня Петропавловская церковь и, соответственно, Шушенское приобрело статус села.
После реформы 1822 года Шушенское стало волостным селом, где находилась пересыльная тюрьма, резиденция смотрителя казённых поселений, хлебные «магазины» (хранилища), торговые лавки, питейное заведение.
В Шушенском отбывали ссылку декабристы, полковник-инженер Пётр Иванович Фаленберг и поручик Александр Филиппович Фролов.
В 1860 году в Шушенском отбывал ссылку Михаил Васильевич Петрашевский.
Посёлок знаменит тем, что туда в 1897 году был сослан Владимир Ильич Ленин и пробыл в ссылке три года.

## Население
| 1959    | 1970    | 1979    | 1989    | 2002    | 2007    | 2009    | 2010    |
| ------- | ------- | ------- | ------- | ------- | ------- | ------- | ------- |
| 5384    | ↗14 073 | ↗16 704 | ↗19 289 | ↘19 067 | ↘18 568 | ↘18 564 | ↘17 513 |
| 2012    | 2013    | 2014    | 2015    | 2016    | 2017    | 2020    | 2021    |
| ↘17 336 | ↘17 040 | ↘16 985 | ↘16 943 | ↘16 846 | ↗17 142 | ↘16 998 | ↘16 573 |

## Местное самоуправление
Шушенский поселковый Совет депутатов:

Администрация посёлка

- Дата избрания: 14 марта 2010 года. Срок полномочий — 5 лет. Количество депутатов — 15.
- Дата избрания: 13 сентября 2015 года. Срок полномочий — 5 лет. Количество депутатов — 15.

Главы муниципального образования:
- Шорохов Владимир Иванович. Дата избрания: 14 марта 2010 года. Срок полномочий — 5 лет.
- Шорохов Владимир Иванович. Дата избрания: 31 августа 2015 года. Срок полномочий — 5 лет.

## Экономика
В Шушенском действует птицефабрика, различные сельскохозяйственные и другие предприятия. Активно развивается туристическая инфраструктура. Место притяжения так называемого «красного туризма», направление туризма в России и Китае, подразумевающее посещение памятных мест, связанных с историей коммунистической партии, жизнью коммунистических лидеров.

## Культура
В Шушенском работает Историко-этнографический музей-заповедник «Шушенское» (ранее «Сибирская ссылка В. И. Ленина»), также в посёлке можно посетить «Шалаш Ленина» (одно из самых популярных мест у туристов).

Музей-заповедник «Шушенское»

С 1995 года организован национальный парк «Шушенский бор», состоящий из Перовского лесничества (расположено в окрестностях посёлка) и Горного лесничества (район хребта Борус, Западный Саян, рядом с Саяно-Шушенской ГЭС). На территории заповедника находится стоянка первобытного человека.
С 2003 года (за исключением 2006 года) в Шушенском проводится ежегодный международный фестиваль этнической музыки «Саянское кольцо». Функционирует районный центр культуры (РЦК), оборудованный современным световым и звуковым оборудованием. С 1970 года действует Шушенская народная картинная галерея, созданная на основе собрания И. В. Рехлова. 24 декабря 2010 года рядом с проходной ликёро-водочного завода ООО «Шушенская марка» был открыт памятник императору Николаю II, представляющий собой бронзовый бюст на высоком гранитном постаменте (скульптор К. М. Зинич) В 2013 г. «Шушенская марка» признан банкротом. Фестиваль казачьих семейных традиций «Саянский острог».

## Известные жители, уроженцы
- В 1859 году в Шушенском родился И. И. Крафт — губернатор Якутской области и Енисейской губернии.
- Симон Ермолаев (1870—1948) — крестьянин, депутат I Государственной думы Российской империи от Енисейской губернии.
- Шорохов, Леонид Николаевич (род. 26 ноября 1962 года) — российский политический и государственный деятель, заместитель председателя Правительства Красноярского края — министр сельского хозяйства и торговли Красноярского края.